# おもてなしのハングル
おもてなしのハングル（おもてなしのはんぐる）は、NHKラジオ第2放送で2018年10月4日から2020年9月25日まで放送されていた語学番組。
テーマ曲はC MUSIC Professional Library「Babe Face」

## 放送時間

### 2019年度
- 木～金

午前10時30分 - 午前10時45分
18時15分 - 18時30分（再放送）
- 日

午前9時00分 - 午前9時30分（再放送、2本まとめて）

### 講師
- 長友 英子

### 出演者
- チェ・ハクサン（ソウル出身）
- イー・チュンギュン（ソウル出身）